# 三条実長
三条 実長（さんじょう さねなが）は、平安時代後期の公卿。参議・三条公行の長男。官位は正二位・皇后宮大夫。

## 経歴
以下、『公卿補任』と『尊卑分脈』の内容に従って記述する。
- 保延2年（1136年）1月6日、叙爵[1]。
- 永治元年（1141年）12月26日、従五位上。
- 康治3年（1144年）1月24日、右兵衛佐。
- 天養2年（1145年）1月4日、正五位下に昇叙[2]。
- 久安2年（1146年）1月22日、備中権介を兼ねる。同月26日、左少将。
- 久安3年（1147年）1月5日、従四位下。
- 久安5年（1149年）10月11日、従四位上[3]。
- 久安6年（1150年）1月20日、正四位下[4]。
- 仁平元年（1151年）2月2日、備前権介を兼ねる。同年7月24日、右近衛権少将。
- 仁平4年（1154年）8月18日、左少将に転任。
- 久寿3年（1156年）4月6日、右近衛権中将に転任。
- 保元元年（1156年）9月13日、蔵人頭。同年11月28日、参議。右中将は元の如し。
- 保元2年（1157年）1月24日、讃岐権守を兼ねる。同年10月22日、従三位。
- 保元3年（1158年）11月26日、正三位。
- 永暦元年（1160年）1月21日、権中納言。3月2日、勅授帯剣。
- 永暦2年（1161年）8月17日、中宮権大夫を兼ねる。同年9月13日、中納言。中宮権大夫は元の如し。
- 応保2年（1162年）2月5日、権大夫を止める。同月19日、中宮権大夫に改めて任ぜられる。同月23日、従二位。同年7月28日、祖父・実行の喪に服す。9月13日、復任。
- 長寛2年（1164年）閏10月23日、権大納言。11月25日、中宮大夫。
- 永万2年（1166年）7月15日、権大納言を辞退。中宮大夫は元の如し。
- 仁安2年（1167年）閏7月19日、本座。
- 仁安3年（1168年）1月6日、正二位。
- 承安2年（1172年）2月10日、皇后宮大夫。
- 承安3年（1173年）8月15日、皇后宮大夫を止める[5]。
- 寿永元年（1182年）10月11日、所労により出家。同年12月27日、薨去。

## 系譜
- 父：三条公行（1105-1148）
- 母：源顕親の娘
- 妻：不詳
  - 男子：三条公俊